# Anneckella srilankae
Anneckella srilankae är en kräftdjursart som beskrevs av Boris Sket 1982. Anneckella srilankae ingår i släktet Anneckella och familjen Protojaniridae.

## Underarter
Arten delas in i följande underarter:
- A. s. rectecopulans
- A. s. srilankae